# Homeostas
Homeostas, av grekiska ὅμοιος homoios, ”liknande”, och στάσις stasis, ”stopp”, ”stillastående”, är ett stabilt och konstant tillstånd gentemot omgivningen i ett biologiskt system. De tre viktigaste homeostatiska mekanismerna är termoreglering, osmoreglering och reglering av blodsockernivåerna.
Flera mekanismer och processer reglerar den interna miljön i syfte att behålla homeostas. Det är främst djur som har förmågan att aktivt påverka sin situation. Detta sker på olika sätt, ofta evolutionärt anpassat till den miljö djuret lever i. Många djur flyr instinktivt från en ofördelaktig miljö, till exempel med för hög eller låg värme, salthalt eller syrehalt. Inuti djuren finns ett aktivt system med tre huvudkomponenter: En receptor, som upptäcker förändringen, ett kontrollorgan som ser till att homeostasen återställs och en effektor som utför kontrollorganets order. 
Djur delas grovt in i regulatorer respektive konformatorer. Endotermer (exempel på regulatorer) har en högre förmåga att påverka sin kroppstemperatur än vad exotermer (exempel på konformatorer) har. På samma sätt kan många djur reglera sin vattenbalans, medan andra (till exempel spindelkrabbor av släktet Libinia) får samma halt av joner som omgivningen. 
Den franske fysiologen Claude Bernard räknas som en av pionjärerna för upptäckten av homeostas. Han upptäckte i slutet av 1800-talet interstitialvätskan som omger cellerna hos alla flercelliga djur, och att många lyckades hålla temperatur, pH och glukoshalt konstant.
I det autonoma nervsystemet har många ryggradsdjur en termostatliknande funktion i form av negativ återkoppling, som förutom värmeskillnader även känner av och reglerar bland annat blodtryck, syrehalt, koldioxidhalt, glukoshalt och pH-värde..
Hos människor och andra endotermer bestäms energiförbrukningen för att upprätthålla de interna processerna av basalomsättningen. Hos exotermer varierar detta mestadels med yttertemperaturen, så där pratar man istället om standardomsättning.

## Värmereglering
Huvudartikel: Kroppstemperatur

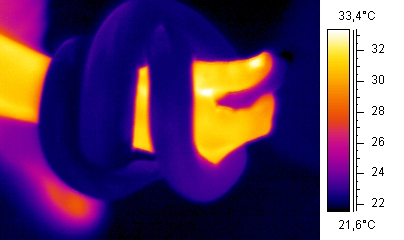
Termografiskt foto av en orm (exoterm) runt armen på en människa (endoterm).

Genom den fysiska värmeöverföringen utbyter en levande organism värme till omgivningen genom konduktion, konvektion, radiation samt evaporation och genom bioenergetik tillgodogör sig organismen energi från sin föda. När yttre kyla sänker kroppstemperaturen aktiveras flera mekanismer, för att återställa den temperatur där organismens olika funktioner fungerar som bäst. 
Värmereglering, eller termoregulation, är ett fenomen som djur använder för att bibehålla en fördelaktig temperatur för överlevnad. 
När det blir för kallt triggas, hos ryggradsdjur, hypotalamus att frisläppa hormoner. Vissa av dessa hormoner får blodkärl att dra ihop sig (vasokonstriktion), något som främst drabbar de yttersta blodkärlen, då de är minst. Detta gör att värmeförlusterna från huden minskar. Andra hormoner aktiverar muskelaktivitet (huttrande), som mekaniskt värmer upp kroppen, och hos hårbeklädda djur reser dessa hår, som skapar ett isolerande luftskikt.
Blir kroppen å andra sidan för varm skickar hypotalamus signaler att vidga blodkärlen (vasodilation) och att flåsa eller svettas, då vätska effektivt leder bort värme.
De flesta fåglar och många andra djur, såsom delfiner, tonfiskar och många hajar, använder motströmsprincipen för att hålla en jämn temperatur. Deras varma arteriella blod möter det venösa kalla blodet i de yttre kroppsdelarna, såsom ben eller fenor. Detta gör att blodet aldrig blir riktigt kallt. Även vissa evertebrater, såsom humlor och nattfjärilar tillämpar en motströmsprincip i kombination med kemiska reaktioner (Q10-effekten) och huttrande för att värma upp flygmuskulaturen.

## Vätske- och elektrolytbalans
Huvudartikel: Osmoreglering
Djur måste ständigt hålla en jämn nivå av vatten och elektrolyter. Genom osmoreglering regleras detta på cellnivå. De flesta djur har någon form av transportepitel som fungerar som transportbanor för vatten, mineraler och andra ämnen som ska in eller ut ur kroppen. 
Flera arter av sjöfåglar som lever i havsmiljöer har särskilda körtlar i huvudet som via transportepitel fångar upp överskottssalt i blodet och dränerar detta via utgångar på näbben. Även de flesta marina reptiler har saltkörtlar i anslutning till ögon, nos eller mun. Krokodilers saltkörtlar sitter på tungan. Hajar och rockor har motsvarande körtlar i ändtarmen.
Via utsöndringen gör sig ryggradsdjur av med ett överskott av slaggämnen, vatten och mineraler, till exempel av natrium och kalium. Med undantag av pirålar är alla havslevande ryggradsdjur osmoregluatorer, det vill säga att de aktivt måste reglera sin vatten- och jonkoncentration.

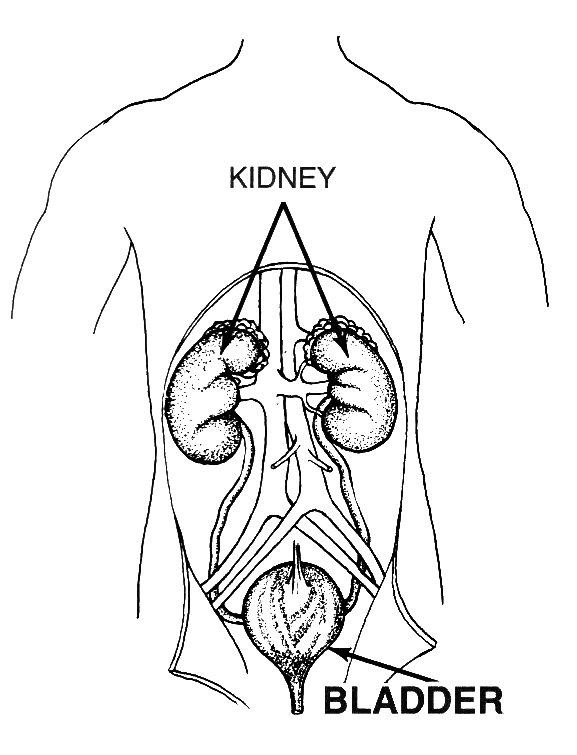
Njurar, urinvägar och urinblåsa hos människa

Det finns flera olika lösningar för utsöndring. Ryggradsdjur använder njurar med urinledare och urinblåsa med dubbellösningsprincipen, där urinen får en högre osmolaritet och hos människa kan nå 1 200 mosm/L, vilket är fyra gånger så koncentrerat som blodet. Ryggradslösa djur har istället nefridier eller malpighiska kärl.
Hos "lägre" evertebrater, såsom plattmaskar och hjuldjur finns ett system av protonefridier som renar interstidialvätskan och utsöndrar slaggprodukterna genom öppningar i huden. Rundmaskar har H-formade renette-celler, på undersidan av kroppen. 
Ringmaskar har istället metanefridier. Metanefridierna samlar upp coelomvätska i en så kallad nefrostom, som fortsätter i ett kärlsystem liknande njurens, där vätska återförs till kroppen och slaggprodukterna utsöndras genom nefridioporer.
Leddjur och insekter har malpighiska kärl i anslutning till tarmen, som samlar upp vatten, elektrolyter och slaggprodukter från hemolymfan. Vatten och elektrolyter återgår sedan till hemolymfan ändtarmens epitel.

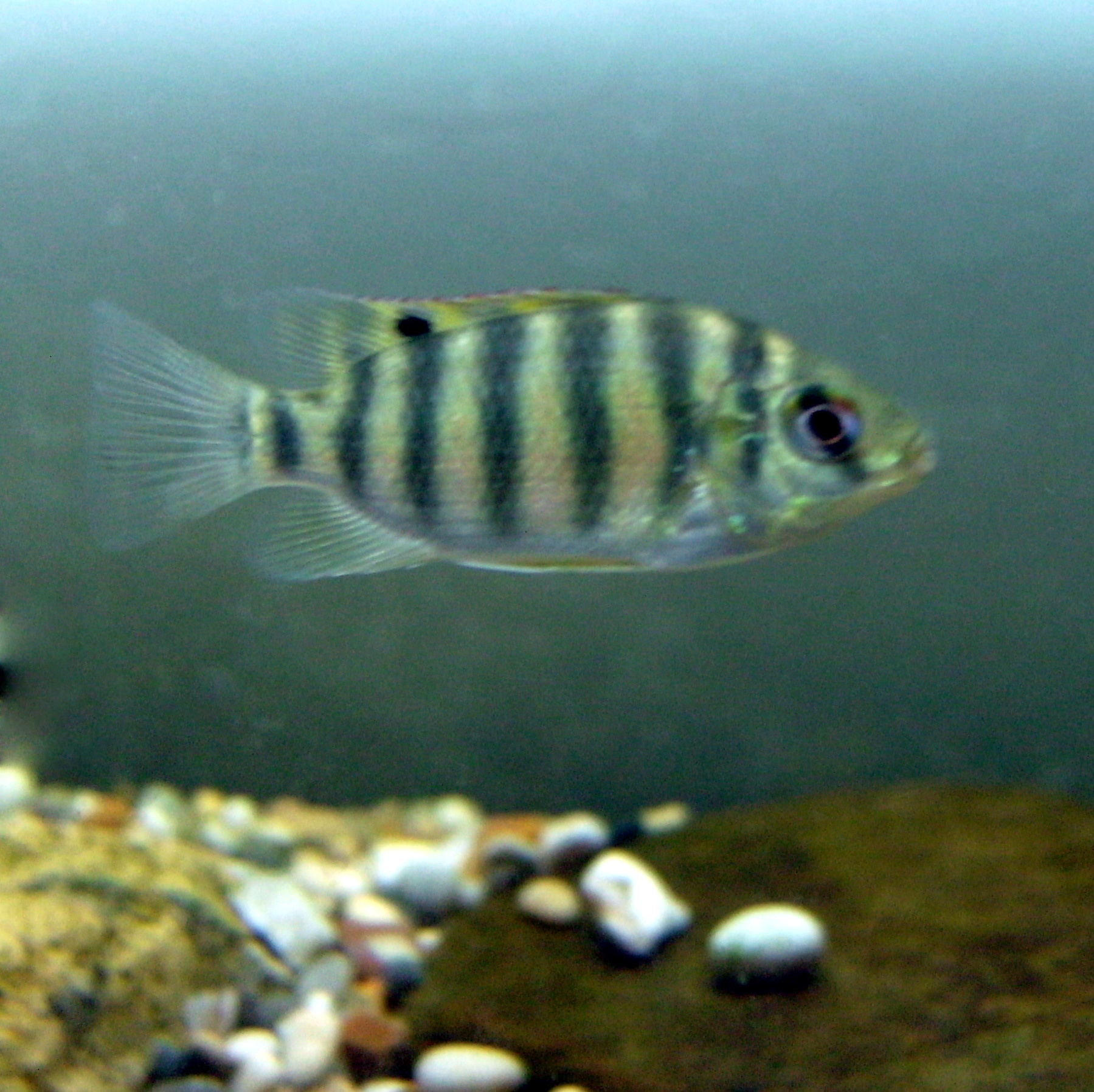
Tilapia

Fiskar utsöndrar vatten och elektrolyter både genom gälar, andra delar av kroppsytan och som urin, och tar även in vatten och joner genom gälarna och permeabla delar på kroppsytan. De flesta fiskar är stenohalina och tål en mycket liten variation i salthalt. Vissa fiskar, till exempel de flesta laxfiskar, är euryhalina och kan ställa om sin osmoregulering inom ett brett spektrum av salthalter. Det afrikanska släktet Tilapia tål mycket stora variationer i salthalt, från helt sött vatten till 2 000 mosm/L – det vill säga dubbelt så salt som havsvatten. 
Det stora problemet för marina djur är osmosen och diffusionen mellan djuret och det omgivande vattnet. I salt vatten vill vatten tränga ut ur djuret och joner in i det, och i sött vatten vill tvärt om vatten tränga in och joner ut.
För att reglera detta dricker havslevande fiskar havsvatten och avger joner aktivt genom gälarna och i urinen, som koncentreras så mycket som möjligt. Sötvattenlevande fiskar, som får in vatten både genom gälarna och andra delar på kroppsytan och genom sin föda späder ut sin urin och tar aktivt upp joner via gälarna.

### Ammonium
En viktig restprodukt från de aminogrupper som bildas från nedbrytning av proteiner, aminosyror, nukleinsyror och kvävebaser är ammonium, som blir giftigt i för hög koncentration. 
Utsöndringen av ammonium sker på tre olika sätt. Många vattenlevande djur kan utsöndra jonerna direkt, antingen som ammoniak via gälarna (vanligaste vägen för fiskar), eller i form av ammoniumhydroxid. Nackdelen med detta är att det kräver mycket vatten, vilket gör att landlevande djur har utvecklat andra former, nämligen urea och urinsyra. Urea är ett ämne som bildas av ammonium i levern hos däggdjur, hajar, vissa benfiskar och de flesta vuxna amfibier och vissa reptiler. Yngel av amfibier utsöndrar ofta ammoniak direkt, medan reptilernas foster i likhet med fåglars är fångade i ett hårt ägg, och behöver ett ämne som är ännu mindre giftigt än urea, nämligen urinsyra. Fåglar och de flesta reptiler fortsätter att utsöndra urinsyra även som adulter. Andra djur som omvandlar ammoniumet till urinsyra är insekter och landsniglar. Urinsyra är den kemiskt mest komplicerade molekylen av de tre, och kräver mest energi att producera. Eftersom den dock är minst giftig behöver den inte spädas ut lika mycket som urea eller ammoniak. Detta är anledningen till att insekter (via de effektiva transportepitelcellerna i ändtarmen) kan utsöndra sina slaggprodukter nästan helt torra och därmed återanvända en stor del av vattnet i kroppen.

### Kalcium
Huvudartikel: Kalciumomsättning
Kalcium bygger tillsammans med fosfat upp skelettet och har även andra viktiga funktioner, bland annat i nervsystemet. Det kalcium som finns i blodet är cirka 55% lösta som fria joner och 45% bundna till plasmaproteiner, såsom albumin. Det är de fria kalciumjonerna som har möjlighet att verka och påverkas. För mycket kalcium i blodet gör nerver och muskler för svåra att stimulera, med förlamning, andningssvårigheter och oförmåga för njurarna att ta upp vatten. En för låg halt kalcium gör nerver och muskler istället för lätta att stimulera, vilket leder till kramper som kan slå ut till exempel lungfunktionen.
De hormoner som reglerar kalciumhalten i blodet är parathormon (PTH), vitamin D och kalcitonin. När koncentrationen av kalcium är för låg produceras PTH i bisköldkörtlarna. PTH gör att skelettet släpper ifrån sig kalcium och påverkar njurarna att ta upp mer kalcium, men låter mer fosfat åka ut med urinen (för att inte binda med kalciumet igen). PTH får även njurarna att omvandla kalcidiol (som bildats av vitamin D i levern) till calcitrol, som i sin tur ökar kalciumabsorptionen i tarmen. D-vitamin hjälper även till att mineralisera ben i skelettet. Brist på vitamin D leder till rakitis.
Produktionen av kalcitonin, som bildas i sköldkörteln, stimuleras av en förhöjd halt av kalcium i blodet. Det får mer kalcium att binda till skelettet och mindre benvävnad att brytas ner, samtidigt som det hindrar upptaget av kalcium i njurarna.
Andra hormoner som påverkar kalciumhalten är östrogen och testosteron (hindrar skelettbrytning) samt kortisol och tyreoideahormon (bidrar till skelettbrytning). Se även klotho.

## Energireglering
Alla djur och dess celler behöver energi i form av adenosintrifosfat (ATP) för att överleva och växa, något som tas ifrån födan. Genom olika processer regleras tillverkningen och regleringen av ATP, främst genom glykolys. Överskott eller underskott av energi rubbar homeostasen. Detta regleras främst genom ett "arbetsminne" för kroppen genom ett tillfälligt lager av glykogen i musklerna och levern. Ett lager av fett byggs på när glykogenreserven är full, och tas av när reserverna av glykogen och glukos i blodet är helt tömda (glukoneogenes). Även proteiner kan i nödfall användas till att tillverka ATP.
I blodet cirkulerar glukos, och olika system ser till att halten av glukos i blodet hålls konstant. Hos ryggradsdjur sker detta huvudsakligen av de tre hormonerna insulin, glukagon och adrenalin. Insulin och glukagon produceras i de Langerhanska öarna i bukspottkörteln, där alfaceller producerar glukagon och betaceller insulin. Adrenalin produceras i binjuremärgen.
Finns det för lite glukos i blodet ökar istället halten av glukagon, som bidrar till sönderdelningen av glykogen till glukos. Glukagon får även fettvävnaden att frigöra fettsyror till blodet.
När det istället finns för mycket glukos ökar halten av insulin, som ger levern en signal att lagra glukosen som glykogen (glykogenes). Hos individer med typ 1-diabetes fungerar inte kroppens egen insulinproduktion, utan insulin måste tillföras. Vid typ 2-diabetes svarar inte kroppen på insulinavsöndringen från bukspottkörteln. Insulinproduktionen triggas även av en förhöjd mängd aminosyror i blodet. 
Ett annat viktigt hormon för regleringen av glukos och fett är adrenalin. En ökad produktion av adrenalin hämmar insulinutsöndringen och stimulerar glukagonutsöndringen. Det har även en direkt påverkan på levern, musklerna och fettvävnaden på samma sätt som glukagon, för att frigöra så mycket glukos och fettsyror som möjligt till blodet.
Tillväxthormon och kortisol motverkar kroppens produktion och känslighet för insulin och kan i höga doser orsaka diabetes. 

## Blodtrycket
Huvudartikel: Blodtryck
Hos ryggradsdjur finns baroreceptorer i sinus caroticus i halsartären och i aortabågen (arcus aortae) samt i venerna i brösthålan och i hjärtats förmaksväggar. Dessa känner av en minskad spänning i artärväggen. Dessa skickar information till cirkulationscentrum i förlängda märgen. Vid ett blodtrycksfall ser cirkulationscentrum till att det sympatiska nervsystemet får prioritet framför det parasympatiska nervsystemet. Resultatet blir att vener och arterioler drar ihop sig och hjärtfrekvensen och hjärtats slagvolym ökar. 

## Viktreglering
Energihomeostas innefattar ett feedbacksystem mellan hjärnan och fettcellerna genom cirkulerande hormoner som leptin. Leptin informerar hjärnan om mängd energi i fettcellerna. Förändringar i energinivåer medför motsvarande förändring av leptin i blodet. som i sin tur påverkar vissa om råden i hjärnan som startar upp program för att motverka förändring. Vid viktnedgång genom kalorirestriktion minskar nivåer av leptin och andra negativa feedbacksignaler som exempelvis insulin, vilket påverkar hjärnan att starta upp åtgärder som motverkar ytterligare viktnedgång och ser till att förlorad energi återtas. Detta system reglerar kroppsvikten inom relativt snäva gränser.